# Oljeskiffer

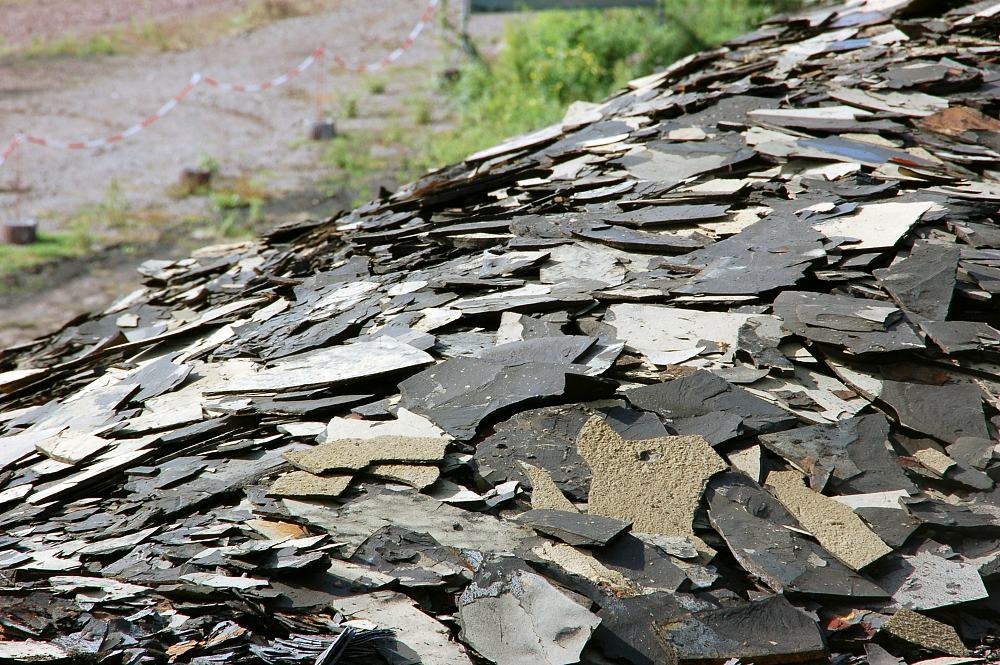
Oljeskiffer från Messels gruva, Tyskland.

Oljeskiffer är ett samlingsnamn för olika sedimentära bergarter som innehåller kolväten. Oljeskiffer innehåller kerogen, en fast blandning av organiska föreningar, från vilket flytande kolväten kan utvinnas med olika tekniker. Trots namnet är oljeskiffer inte nödvändigtvis det samma som bergarten skiffer. Dess organiska material, kerogen, skiljer sig väsentligt från petroleum (råolja). Att omvandla kerogen till en användbar form är dyrare och innebär en större negativ miljöpåverkan än förädling av råolja. Fyndigheter av oljeskiffer förekommer i hela världen, varav stora mängder finns i USA. De globala fyndigheterna uppskattas motsvara mellan 450 och 520 miljarder kubikmeter utvinningsbar olja.
Oljeskifferns kerogen är i fast form, men genom den kemiska processen pyrolys kan det omvandlas till syntetisk råolja i flytande form. Pyrolys innebär att oljeskiffer upphettas till en så hög temperatur att det sönderfaller och flyktiga ämnen avges. En del av dessa gaser kan kondenseras och destilleras till en petroleum-liknande skifferolja. Skifferoljan kan anses vara en form av icke-konventionell olja. De gaser som inte kan kondenseras kan i stället brännas. Oljeskiffer kan också brännas direkt som ett lågvärdigt bränsle för elproduktion och uppvärmning, eller användas som råvara i kemikalie- och byggmaterialstillverkning.
Oljeskiffer har fått uppmärksamhet som energikälla då priset på konventionella oljekällor har ökat, och den även kan säkra vissa områdens oberoende från externa energileverantörer. Samtidigt förknippas utvinning och förädling av oljeskiffer med en rad olika miljöfrågor, relaterade till markanvändning, avfallshantering, vattenanvändning, hantering av avloppsvatten och luftföroreningar. Estland och Kina har väletablerade oljeskifferindustrier. Även Brasilien, Tyskland, Israel och Ryssland använder oljeskiffer.

## Geologi

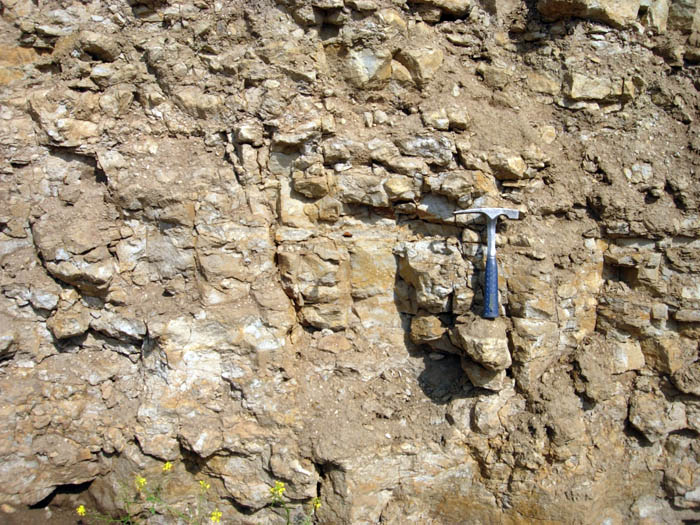
Oljeskiffer i Estland, härstammande från Ordovicium.

Oljeskiffer består av sedimentära bergarter rika på organiska ämnen, vilket innebär att den tillhör gruppen av sapropelbränslen.
Den skiljer sig från bitumen-haltiga bergarter som oljesand och bergarter vid petroleumreservoarer, huminkol och kolhaltig skiffer. Eftersom oljesand härstammar från den biologiska nedbrytningen av olja, är oljeskiffer ämnen vars kerogen ännu inte har förvandlats till petroleum av hög värme och högt tryck. 
Kol innehåller en högre andel av organiskt material än oljeskiffer. Kommersiella kvaliteter av oljeskiffer består av mineraler och cirka 13–23 % organiska ämnen. Samtidigt har det organiska materialet i oljeskiffer ett väte/kol (H/C) förhållande som är cirka 1,2–1,8 gånger lägre än för olja och omkring 1,5–3 gånger högre än för kol.
Oljeskiffer har ingen tydlig geologisk definition eller exakt kemisk formel. Olika oljeskiffrar varierar mycket vad gäller mineralinnehåll, kemisk sammansättning, ålder, typ av kerogen och fyndighetens historia.
Ådror av oljeskiffer har inte alltid skarpa gränser och det kolhaltiga innehållet varierar. Skotsk oljeskiffer uppvisar ofta en övergång från inget kolhaltigt innehåll, till en uppsättning av olika kolhaltiga innehåll, och tillbaka till icke-kolhaltig skiffer. Som en tumregel kan sägas att ju bättre oljeskiffer, desto mera chokladbrun färg och desto träigare ljud när berget slås med en hammare.
De organiska komponenterna i oljeskiffer härstammar från flera typer av organismer, såsom rester av alger, sporer, pollen, löv samt andra celldelar och fragment från träd och andra växter.
Vissa fyndigheter innehåller betydande mängder fossil, bland annat finns Messels gruva i Tyskland på Unescos världsarvslista. Mineralfraktionen i oljeskiffer omfattar olika finkorniga silikater och karbonater.
Geologer klassificerar oljeskiffrar enligt deras sammansättning som karbonat-rika, silikat-rika eller ”cannel”.
En annan metod, känd som van Krevelen-diagrammet, anger kerogentyp enligt väte-, kol- och syreinnehållet i det ursprungliga organiska materialet. Den vanligaste klassificeringen utvecklades dock mellan 1987 och 1991 av Adrian C. Hutton vid University of Wollongong, och använder petrografiska termer hämtade från kolterminologin. Denna klassificeringsmetod anger oljeskiffrar enligt var biomassan ursprungligen lagrades – på land, på sjöbotten eller på havsbotten. Huttons klassificeringsmetod har visat sig vara användbar vid uppskattningar av utbyte av och sammansättning hos utvunnen olja.

## Reserver

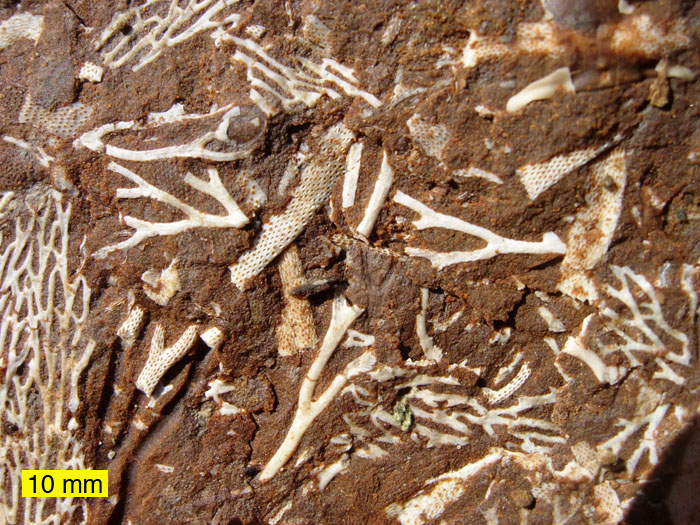
Fossil i estniskt oljeskiffer.

Experter skiljer mellan "resurser" och "reserver" av oljeskiffer. "Resurser" kan syfta på alla oljeskiffertillgångar medan "reserver" har en snävare definition. Reserver är de förekomster från vilka olja kan utvinnas ekonomiskt med befintlig teknik. Eftersom utvinningstekniken utvecklas hela tiden, utgör "reserver" alltid uppskattningar.
Även om oljeskiffer-resurser finns i många länder, har endast 33 länder kända fyndigheter av möjligt ekonomiskt värde.
Väl utforskade fyndigheter, som potentiellt skulle kunna räknas som reserver, är bland andra Green River Formation-fyndigheterna i västra USA, fyndigheter i Queensland, Australien, fyndigheter i Sverige och Estland, El-Lajjun-fyndigheten i Jordanien, samt fyndigheter i Frankrike, Tyskland, Brasilien, Kina, södra Mongoliet och Ryssland. Dessa fyndigheter har gett upphov till förväntningar om utvinning av minst 40 liter av skifferolja per ton skiffer, med hjälp av Fischer-analysen.
En uppskattning från 2005 anger världens totala resurser av oljeskiffer till 411 gigaton. Det är tillräckligt för att producera mellan 2,8 och 3,3 biljoner fat (520 km3) olja. Detta överstiger världens påvisade petroleumreserver, som uppskattas till 1,317 biljoner fat (209,4×109 m3) (1 januari 2007).
Världens största fyndigheter finns i USA i Green River basin, som täcker delar av Colorado, Utah och Wyoming. Ungefär 70 % av dessa resurser finns på federalt ägd eller kontrollerad mark. 
USA:s fyndigheter utgör 62 % av världens resurser. USA, Ryssland och Kina står tillsammans för 86 % av världens oljeskiffertillgångar. Dessa siffror är preliminära, eftersom flera fyndigheter ännu inte har undersökts eller analyserats.  Vissa anser att fyndigheter i nordvästra Kina, som tidigare inte tagits med i beräkningarna, kan vara i samma storleksklass som Green River-fyndigheten.

## Historia

Oljeskifferproduktion (i megaton) i Estland, Ryssland, Storbritannien, Brasilien, Kina och Tyskland från 1880 till 2000.

Oljeskiffer har använts som bränsle sedan förhistorisk tid, eftersom den i allmänhet brinner utan någon speciell behandling.
Britter polerade och formade oljeskiffer till prydnadsföremål under järnåldern.
Modern industriell gruvdrift inleddes 1837 i Autun, Frankrike, följt av exploatering i Skottland, Tyskland och flera andra länder.
Under 1800-talet var verksamheten inriktad på tillverkning av fotogen, lampolja och paraffin för att förse den växande efterfrågan på belysning som uppstod under den industriella revolutionen. Eldningsolja, smörjmedel och ammoniumsulfat har också producerats.
Oljeskifferindustrin expanderade omedelbart före första världskriget på grund av begränsad tillgång till konventionella petroleumresurser och massproduktion av bilar och lastbilar, som orsakade en ökning av bensinförbrukningen
I Sverige utnyttjades alunskifferfyndigheter vid Kvarntorp i nuvarande Kumla kommun under andra världskriget. Man kom upp i en årsproduktion av 100 000 kubikmeter olja och utvinningen höll på till 1966. De estniska och kinesiska oljeskifferindustrierna fortsatte att växa efter andra världskriget, men de flesta andra länder övergav sina projekt på grund av de höga kostnaderna för bearbetning och tillgången på  billigare olja.
Efter oljekrisen 1973 nådde världsproduktionen av oljeskiffer sin höjdpunkt på 46 miljoner ton år 1980 för att sjunka till cirka 16 miljoner ton år 2000, på grund av konkurrens från billiga konventionella petroleumprodukter på 1980-talet. År 1982 avbröt Exxon sitt oljeskifferprojekt i Colorado på grund av låga oljepriser, vilket orsakade en lokal ekonomisk kris i området och 1986 avskaffade USA:s president Ronald Reagan landets program för utveckling av syntetiska flytande bränslen.
I början av 2000-talet blåstes nytt liv i den globala oljeskifferindustrin. Bland annat började myndigheterna i USA uppmuntra utvinning av oljeskiffer och oljesand på federal mark.

## Industriell användning

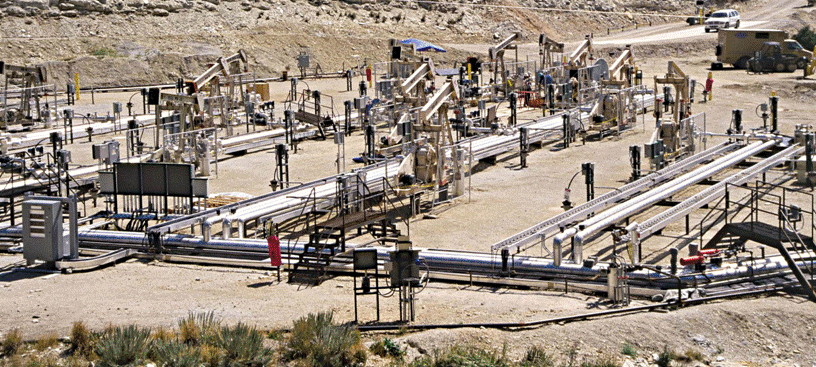
Shells experimentella in-situ-oljeskifferanläggning i Piceance Basin, Colorado, USA.

År 2008 använder industrin oljeskiffer i Brasilien, Kina, Estland och i viss mån i Tyskland, Israel och Ryssland. Flera andra länder har börjat utvärdera sina reserver eller har byggt experimentella anläggningar, medan andra har avvecklat sin skifferindustri. Oljeskiffer används för oljeproduktion i Estland, Brasilien och Kina, för elproduktion i Estland, Kina, Israel och Tyskland, för produktion av cement i Estland, Tyskland och Kina, och för användning i den kemiska industrin i Kina, Estland och Ryssland. År 2005 stod dock Estland ensamt för omkring 70 % av världens oljeskifferproduktion.
Rumänien och Ryssland har tidigare använt oljeskiffer som bränsle i kraftverk, men har nu antingen stängt dem eller bytt till andra bränslen som naturgas. Jordanien och Egypten planerar att bygga kraftverk som eldas med oljeskiffer, medan Kanada och Turkiet planerar att bränna oljeskiffer tillsammans med kol för elproduktion. Oljeskiffer är det viktigaste bränslet för kraftproduktion endast i Estland, där oljeskifferkraftverken i och utanför Narva stod för 95 % av elproduktionen under 2005.

## Gruvdrift och bearbetning

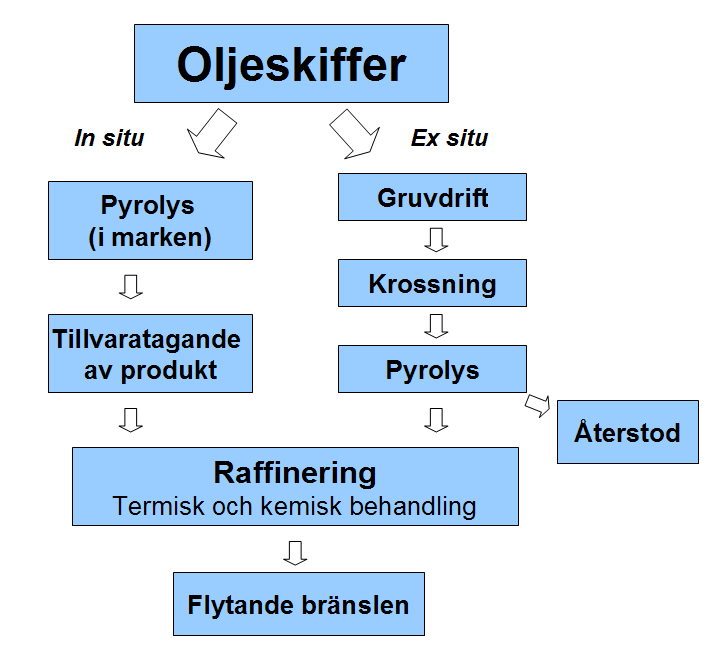
En översikt över processering av oljeskiffer.

Exploatering av oljeskiffer innebär oftast gruvdrift följd av transport, varefter bränslet bränns direkt för produktion av elektricitet eller ytterligare bearbetas. När fyndigheterna ligger nära ytan kan de exploateras genom dagbrott. Underjordisk gruvdrift kräver inte att lika mycket av det översta materialet tas bort.
Utvinningen av de användbara delarna av oljeskiffer sker vanligtvis ovan mark (ex situ-bearbetning), men med flera nya tekniker kan detta utföras under jorden ("på plats", on-site eller in situ-behandling). I båda fallen omvandlas kerogenet i oljeskiffret genom pyrolys till syntetisk råolja och brännbar gas. I de flesta processer upphettas skiffern i en syrefri miljö till en temperatur då kerogen sönderfaller (pyrolyserar) till gas, kondenserbar olja och en fast återstod. Detta sker vanligtvis mellan 450 °C och 500 °C. Sönderfallet börjar redan vid 300 °C men framskrider snabbare och sker mera fullständigt vid höga temperaturer.
Under in situ-bearbetning upphettas oljeskiffer under jorden. Sådana processer kan potentiellt få ut mer olja från ett visst område än ex-situ-processer, eftersom de kan få tillgång till material på större djup än marknära gruvor.
Flera bolag har patenterade metoder för in situ-pyrolys med retort. De flesta av dessa metoder är fortfarande på experimentstadiet. Man kan skilja mellan egentliga in situ-processer och modifierade in situ-processer. Egentliga in situ-processer kräver inte brytning av oljeskiffer. I modifierade in situ-processer förs dock en del av oljeskiffern till ytan för pyrolys i en retort, varvid pyrolysgaserna kan utnyttjas för sprängning.
Det finns hundratals patent för retortering av oljeskiffer, men endast tiotals har testats och endast ett fåtal finns idag i kommersiell användning.

## Tillämpningar och produkter

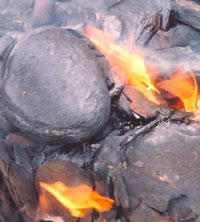
Förbränning av oljeskiffer.

Oljeskiffer kan användas som bränsle för värmekraftverk, där oljeskiffern förbränns och värmen driver en ångturbin. Kraftverken kan vara kondenskraftverk, som endast producerar elektricitet, eller kraftvärmeverk, som producerar både el och fjärrvärme. Betydande oljeskifferkraftverk finns i Estland, med en kapacitet på 2,967 megawatt (MW), Israel (12,5 MW), Kina (12 MW) och Tyskland (9,9 MW).
Vid sidan av användningen som bränsle kan oljeskiffer också användas vid produktion av specialkemikalier, kolfibrer, adsorbent-kol, kimrök, fenoler, plaster, lim, garvmedel, mastix, asfalt, cement, tegel, byggnadselement, marktillsatser, gödsel, stenull, glas och farmaceutiska produkter. Användning för dessa ändamål är dock oftast på experimentell nivå och sker främst i liten skala. Vissa oljeskiffrar ger svavel, ammoniak, aluminium, natriumkarbonat, natriumvätekarbonat och uran som biprodukter vid utvinning av skifferolja. Mellan 1946 and 1952 användes oljeskiffer för uranproduktion i Sillamäe, Estland, och mellan 1950 and 1989 användes alunskiffer för samma ändamål i Sverige. Oljeskiffer har också fungerat som en ersättning för naturgas, men för närvarande (2008) är det inte ekonomiskt lönsamt att producera skiffergas för att ersätta naturgas.
Olja som utvinns ur oljeskiffer kan inte direkt ersätta råolja i alla tillämpningar. Den kan innehålla högre koncentrationer av alkener, syre och kväve än konventionell råolja. Vissa skifferoljor har högre halter av svavel och arsenik. Skifferolja från Green River kan till exempel ha svavelhalter från 0 % till 4,9 %, vilket exempelvis kan jämföras med den maximala svavelhalten på 0,42 % för standardoljan West Texas Intermediate. Svavelhalten i skifferolja från Jordanien kan stiga ända upp till 9,5 %. 
Arsenikinnehållet är ett problem bland annat för olja från Green River-formationen, eftersom det ställer krav på omfattande vidarebehandling före raffinering till förädlade produkter.
Retortering ovan jord brukar ge skifferolja med högre densitet än olja producerade med in situ-processer. Skifferolja lämpar sig bäst för produktion av mellandestillat som 
fotogen, flygbränsle och dieselolja. Efterfrågan på dessa har stigit kraftigt under 1990- och 2000-talen. 
Raffineringsprocesser som krackning kan dock förvandla skifferolja till lättare kolväten som bensin.

## Ekonomiska aspekter
Råoljeindustrin expanderade kraftigt under början av 1900-talet. Sedan dess har försök att utnyttja oljeskifferreserver endast lyckats då produktionen prismässigt har kunnat konkurrera med petroleum.
Enligt en undersökning utförd av amerikanska Rand Corporation är kostnaden produktion av ett fat skifferolja 70–95 USA-dollar ($440–600/m3), justerat till 2005 års priser. Kostnaden beräknades för en fullskalig anläggning som utnyttjar retortering i USA, och tar i beaktande variationer i kerogenhalt och -kvalitet. Priset på råolja borde med andra ord ligga högre än detta pris för att göra processen lönsam. Vidare tar undersökningen upp möjligheterna att kostnaderna kan minska efter att produktionen har kommit igång. Kostnaderna skulle successivt kunna sjunka till en nivå på 30–40 USA-dollar per fat ($190–250/m3) då en miljard fat har producerats.
Det finns verkliga exempel som stöder detta, bland annat producerar en anläggning i Alberta, vars teknik är tillräckligt mogen, tillräckligt stora mängder för att vara konkurrenskraftig. Den första generationen av en viss typ av anläggning är dock alltid svårast, såväl tekniskt som ekonomiskt.
Royal Dutch Shell hävdar att deras in-situ-process i Colorado kunde bli konkurrenskraftig vid råoljepriser över 30 USA-dollar per fat ($190/m3), medan andra hävdar att extraktion till och med kan löna sig vid oljepriser under 20 USA-dollar per fat ($130/m3). 
För att få ut mera av retorteringsprocessen har vissa forskare undersökt processer där andra ämnen, till exempel plastavfall, pyrolyseras tillsammans med skifferolja.
En publikation från 1972 i tidskriften Pétrole Informations (ISSN 0755-561X) förespråkade förvätskning av kol framom skifferoljeproduktion, på grund av lägre kostnader, större utbyte och mindre miljöpåverkan. Den angav produktionen av olja från kol till 650 liter olja per ton kol, medan endast 150 liter skifferolja skulle fås från ett ton oljeskiffer.
Ett kritiskt mått på värdet av oljeskiffer ligger i förhållandet mellan energin som produceras vid användning oljeskiffer, och energin som krävs för all bearbetning tillsammans. En studie från 1984 uppskattade detta förhållande till 0,7–13,3, 
även om det hävdas att nuvarande processer under utveckling har ett förhållande mellan 3 och 10. Royal Dutch Shell har enligt egen utsago ett förhållande på tre till fyra för sin in-situ-process. 
Vattenbehov i produktionsprocessen utgör ännu en faktor som måste tas med i beräkningen. Vattenanvändning kan vara en kraftigt begränsande faktor i områden med begränsad tillgång på vatten.

## Miljöpåverkan
Brytning av oljeskiffer påverkar miljön på många sätt. Miljöpåverkan är större vid dagbrott än vid underjordisk gruvdrift. Problem som kan uppkomma är uppkomsten av sura ämnen när det brutna materialet frigör olika ämnen som oxiderar i luft, ökad förekomst av metaller i grundvatten, ökad erosion och utsläpp av aerosoler och svavelhaltiga föreningar.
År 2002 härstammade 97 % av alla luftföroreningar, 86 % av den totala mängden avfall och 23 % av vattenföroreningarna i Estland från energiindustrin, som i mycket hög grad förlitar sig på skifferolja som bränsle.
Gruvdrift kan skada det biologiska och rekreativa värdet hos marken och ekosystemet i området där den utförs. Förbränning och bearbetning vid höga temperaturer skapar avfall. Dessutom ger bearbetning och förbränning av oljeskiffer stora nettoutsläpp av koldioxid, en växthusgas. Miljövänner motsätter sig användning av oljeskiffer, då den åstadkommer ännu större växthusgasutsläpp än användning av konventionella fossila bränslen.
I USA finns det exempelvis lagar som förbjuder staten att köpa olja som orsakar högre växthusgasutsläpp än petroleum.
Koldioxidavskiljning och lagring i samband med bearbetning och förbränning kunde minska dessa problem, men de kan också skapa nya problem, såsom förorening av grundvattnet.
Oljeskifferindustrins stora användning av vatten har tagits upp som ett problem. År 2002 användes 91 % av det vatten som förbrukades i Estland av oljeskifferindustrin. Raffinering ovanför markytan kräver mellan en och fem liter vatten per producerad liter olja, beroende på teknik.
Enligt den amerikanska myndigheten Bureau of Land Management kräver dagbrott och påföljande retortering av oljeskiffer ungefär 10–40 liter vatten per ton bearbetad oljeskiffer. Enligt en uppskattning används endast en tiondel så mycket vatten vid in situ-bearbetning.
Vattenanvändningen blir en känslig fråga speciellt i torra områden, såsom västra USA och Negevöknen i Israel, där planer för expanderad gruvdrift finns, trots vattenbrist.
Miljöaktivister, bland andra Greenpeace-medlemmar, har protesterat och demonstrerat mot oljeskifferindustrin. I ett fall, i Australien 2004, stängde ett företag en demonstrationsanläggning för oljeskifferbearbetning tills vidare, delvis till följd av protester. Företaget har dock fortfarande (2005) planer på storskalig användning av oljeskiffer.